# اچ‌ام‌اس ازن (دی۲۲)
اچ‌ام‌اس ازن (دی۲۲) (به انگلیسی: HMS Aisne (D22)) یک کشتی بود که طول آن ۳۷۹ فوت (۱۱۶ متر) بود. این کشتی در سال ۱۹۴۵ ساخته شد.